# Braničevský okruh
Braničevský okruh (srbsky Braničevski okrug, cyrilicí Браничевски округ) se nachází na severovýchodě Centrálního Srbska, se správním centrem v Požarevaci. V roce 2011 zde žilo 180 480 obyvatel. Jmenuje se po kmenu Braničevići, který tuto oblast obýval v 9. století.
Velkou část území Braničevského okruhu vyplňují Srbské Karpaty, kde se nacházejí různá hornická města.

## Správní členění
Okruh zahrnuje následují města:
- Veliko Gradište
- Požarevac
- Golubac
- Malo Crniće
- Žabari
- Petrovac
- Kučevo
- Žagubica